# Престон (Невада)
Престон (енгл. Preston) насељено је место без административног статуса у америчкој савезној држави Невада.

## Демографија
По попису из 2010. године број становника је 78.
| Група             | 2000.    | 2010.      |
| Белци             | 0 (0,0%) | 66 (84,6%) |
| Афроамериканци    | 0 (0,0%) | 0 (0,0%)   |
| Азијати           | 0 (0,0%) | 3 (3,8%)   |
| Хиспаноамериканци | 0 (0,0%) | 7 (9,0%)   |
| Укупно            | 0        | 78         |